# Immanuelkirche (München)

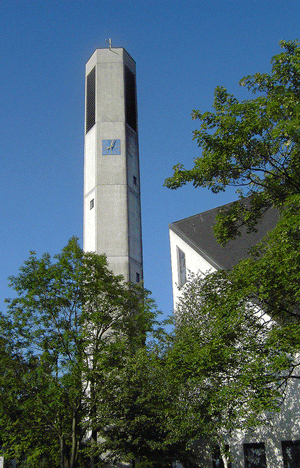
Turm der Immanuelkirche

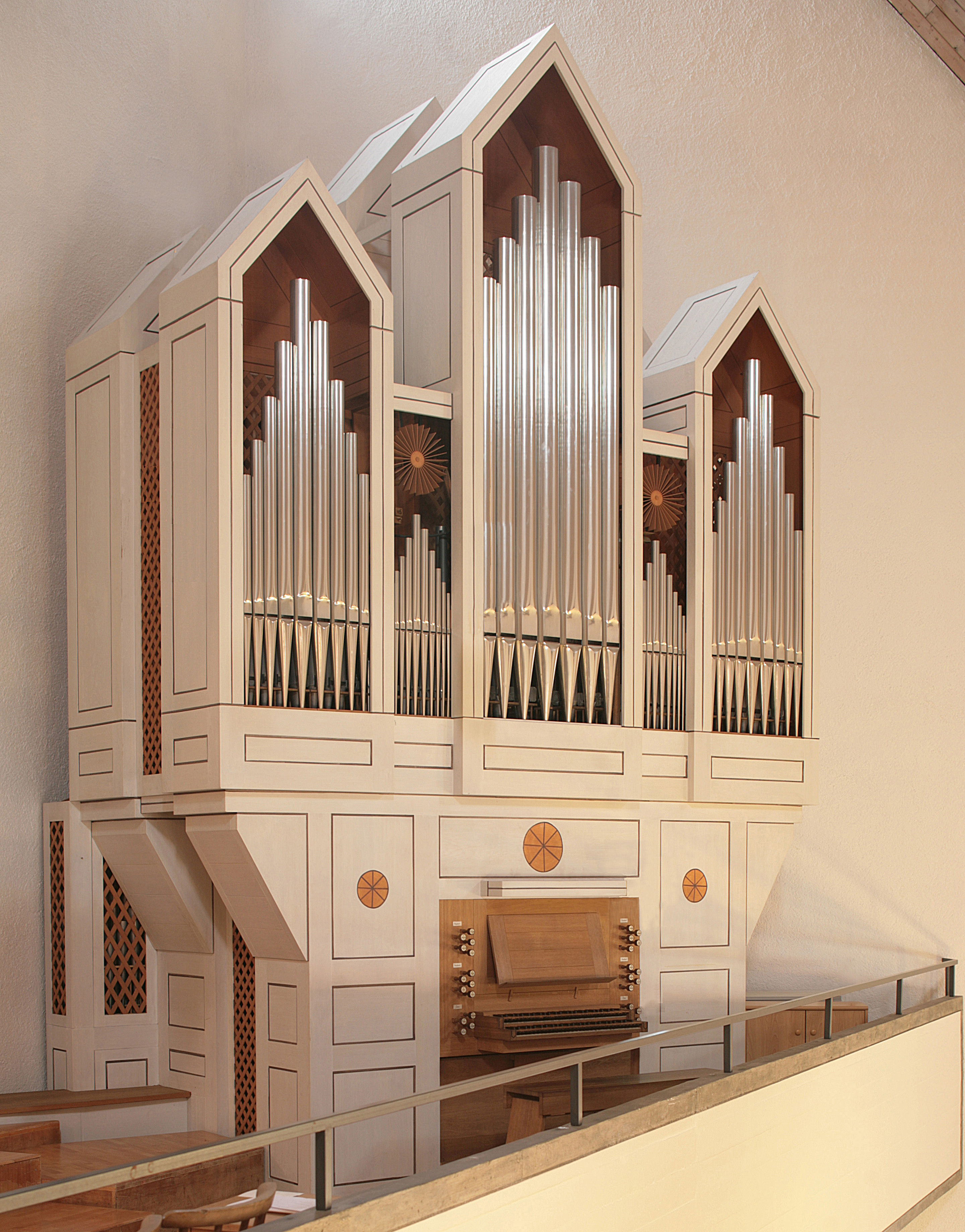
Rohlf-Orgel von 1995

Die evangelisch-lutherische Immanuelkirche ist ein moderner Kirchenbau im Münchner Stadtteil Denning. Sie steht am nordöstlichen Stadtrand zwischen dem gründerzeitlichen Villenvorort Bogenhausen und der Messestadt Riem und gehört seit 2012 zur evangelisch-lutherischen Kirchengemeinde Immanuel-Nazareth.

## Kirchenbau
Die Immanuelkirche wurde in den Jahren 1965 bis 1966 von den Architekten Franz Lichtblau und Ludwig Bauer erbaut und zählt zu den modernen Sakralarchitekturen Münchens. Wegen des äußerst knapp bemessenen Baugrunds entstand ein steil in den Himmel ragender Bau in Form eines Zeltdachs und ein 18 Meter hoher Campanile.
Das Altarfresko mit einer Kreuzigungsgruppe schuf der Kunstmaler Hubert Distler. Er entwarf auch die sechs an der Mayer’schen Hofkunstanstalt München gefertigten Fensterbilder. Die Prinzipalien (Altar, Altarkreuz, Leuchter, Taufstein und Kanzel) schuf der Bildhauer Karlheinz Hoffmann.

## Orgel
Die Orgel auf der Empore wurde 1995 von dem Orgelbauer Johannes Rohlf erbaut. Sie ersetzt ein elektropneumatisches Instrument der Orgelbaufirma Steinmeyer aus dem Jahr 1938 als Opus 1655 mit 28 Registern, welches aus der Stephanuskirche Nymphenburg wegen des dortigen Orgelneubaus an die Immanuelkirche abgegeben wurde. Das heutige Instrument hat 23 Register und zwei Effektregister auf zwei Manualen und Pedal. Die Spiel- und Registertrakturen sind mechanisch.
| I Hauptwerk C– |                 |        |
| 1.             | Principal       | 8′     |
| 2.             | Rohrflöte       | 8′     |
| 3.             | Oktave          | 4′     |
| 4.             | Flöte           | 4′     |
| 5.             | Nasard          | 2 ⁄3′  |
| 6.             | Oktave          | 2′     |
| 7.             | Terz            | 1 3⁄5′ |
| 8.             | Mixtur major II |        |
| 9.             | Mixtur minor II |        |
|                | Kanaltremulant  |        |
|                | Zimbelstern     |        |
|                | Kuckuck         |        |

| II Schwellwerk C– |                |       |
| 10.               | Viola da Gamba | 8′    |
| 11.               | Gedackt        | 8 ′   |
| 12.               | Flauto         | 8′    |
| 13.               | Praestant      | 4′    |
| 14.               | Rohrflöte      | 4′    |
| 15.               | Hohlflöte      | 2′    |
| 16.               | Larigot        | 1 ⁄3′ |
| 17.               | Mixtur III     | 2′    |
| 18.               | Oboe           | 8′    |
|                   | Kanaltremulant |       |

| Pedal C– |               |     |
| 19.      | Prinzipalbass | 16′ |
| 20.      | Subbass       | 16′ |
| 21.      | Oktavbass     | 8′  |
| 22.      | Flötbass      | 4′  |
| 23.      | Trompetbass   | 8′  |

- Koppeln: II/I, I/P, II/P

## Gemeindeleben
Gemäß ihrem Leitbild „Immanuel leuchtet von innen nach außen“ engagiert sich die Gemeinde mit ihren über 4.500 Mitgliedern im sozialen und kulturellen Leben des Stadtviertels. Einen besonderen Schwerpunkt der Immanuelgemeinde bildet die Kirchenmusik. Im Rahmen einer Gesprächsreihe werden Persönlichkeiten des öffentlichen Lebens eingeladen, um aktuelle gesellschaftliche, wirtschaftliche oder soziale Probleme zu diskutieren.
Am 1. Juli 2012 fusionierte die Immanuelkirche mit der Nazarethkirche zur neu gebildeten Evangelisch-Lutherischen Kirchengemeinde Immanuel-Nazareth mit knapp 6.000 Mitgliedern. Seit 1. Dezember 2002 sind Pfarrer Markus Rhinow auf der 1. Pfarrstelle und eine Pfarrerin (zeitweise Christine Untch, derzeit – 2025 – Pfarrerin Christine Heilmeier) auf der 2. Pfarrstelle tätig.